# Microklien

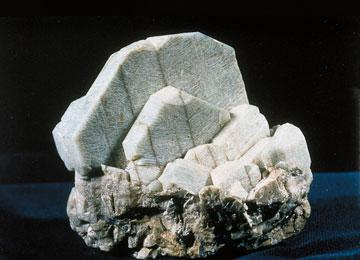
Microklien veldspaat

Het mineraal microklien is een kalium-aluminium-tectosilicaat met de chemische formule KAlSi3O8. Het behoort tot de veldspaten.

## Eigenschappen
Het grijs tot grijsgele, groen tot blauwgroene, roze of gelige microklien heeft een glasglans, een witte streepkleur, een perfecte splijting volgens kristalvlak [001] en een goede volgens [010]. De gemiddelde dichtheid is 2,56 en de hardheid is 6 op de hardheidschaal van Mohs. Het kristalstelsel is triklien en de radioactiviteit van het mineraal is nauwelijks meetbaar. De gamma ray waarde volgens het American Petroleum Institute van microklien is 200,97.
Wanneer men microklien onder de microscoop legt is deze zeer goed herkenbaar door tartan twinning (ruitjes patroon). Het is een tweeassig negatief mineraal met een 2V-hoek groter dan 65°. Helaas zijn deze kenmerken moeilijk te zien door de tartan twinning. 

## Naam
De naam van het mineraal microklien is afgeleid van de Oudgriekse woorden μικρός, mikros en κλίνειν, klinein ("klein" en "buigen").

## Voorkomen
Microklien is een veel voorkomende veldspaat in metamorfe, hydrothermale en granitische stollingsgesteenten. Het maakt deel uit van de kaliveldspaat-reeks (albiet-orthoklaas).